# Fastland
Fastland avser en landmassa som inom ett större avstånd inte omges av vatten på alla sidor, i syfte att särskilja den typen av landområde från öar. Begreppet är dokumenterat i det svenska språket sedan år 1730.
Sverige är till största delen fastland. I Danmark är det bara Jylland, som sitter ihop med kontinenten, som till delar utgörs av fastland. Tyskland räknas som ett helt fastland med många landgränser.
Fyra sammanhängande landområden har status av fastland: Asien-Europa-Afrika, Amerika, Australien och Antarktis. Alla övriga landområden är öar. Att Afrika skilts från Asien genom Suezkanalen och Nordamerika från Sydamerika genom Panamakanalen påverkar inte dess status som fastland.
Trots att ordet fastland ofta används som motsats till ö, kan även öar ibland beskrivas som fastland, i uttryck av typen ”det gotländska fastlandet”. Där är även ön, relativt sett, ett fastland i förhållande till omgivande holmar och skär.